# Hanteringen av odöda (film)
Hanteringen av odöda (norska: Håndtering av udøde) är en norsk drama-skräckfilm från 2024. Filmen är regisserad av Thea Hvistendahl som också skrivit filmens manus tillsammans med John Ajvide Lindqvist. Den är baserad på Lindqvists skräckroman med samma namn från 2005. Filminspelningen startade i augusti 2022 i Åmål.
Filmen hade världspremiär på Sundance Film Festival och Europapremiär på Göteborg Film Festival den 26 januari 2024. Den hade biopremiär i Sverige den 15 mars samma år, utgiven av NonStop Entertainment.

## Handling
Till skillnad från boken som utspelar sig i Stockholm utspelar sig filmen i Oslo, och kretsar kring tre familjer som alla drabbats av tragiska förluster. Mahler och dottern Anna sörjer den alltför tidiga bortgången av hans barnbarn. Tora tvingas säga farväl till sin hustru och en familj förlorar hustru och mamma, men på såväl bårhus som på kyrkogårdar vaknar de nyligen avlidna till liv.

## Rollista (i urval)
- Renate Reinsve – Anna
- Anders Danielsen Lie – David
- Bahar Pars – Eva
- Bjørn Sundquist – Mahler
- Bente Børsum – Tora
- Jan Hrynkiewicz – Peter